# Lathyrus atropatanus
Lathyrus atropatanus är en ärtväxtart som först beskrevs av Aleksandr Alfonsovitj Grossgejm, och fick sitt nu gällande namn av Sirj. Lathyrus atropatanus ingår i släktet vialer, och familjen ärtväxter. Inga underarter finns listade i Catalogue of Life.